# ترابری سوپرسونیک

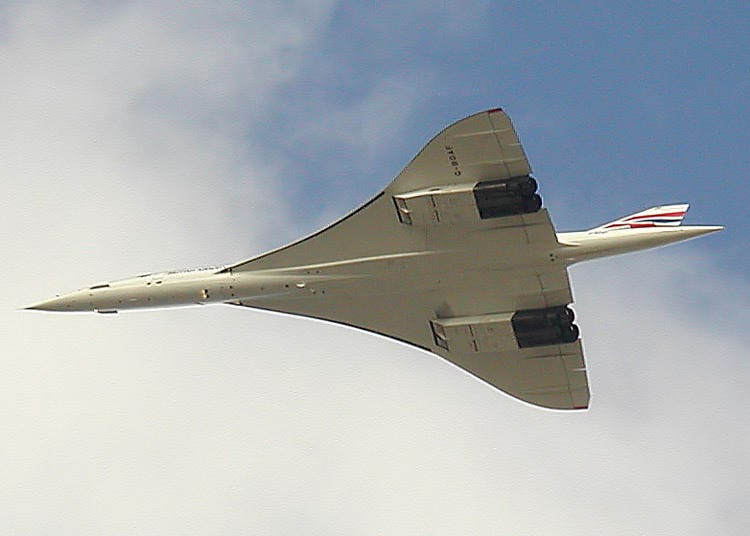
وسیله نقلیه فراصوت کنکورد دارای یک بال دلتا شکل ogival، یک بدنه باریک و چهار موتور رولز-رویس/سنکما الیمپوس ۵۹۳ بود.

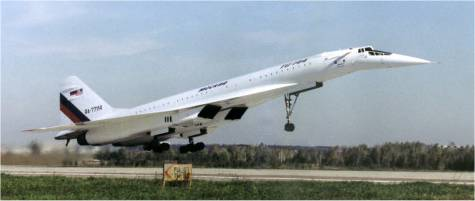
توپولف تو-۱۴۴ اولین SST بود که وارد سرویس تجاری شد و اولین وسیله ای بود که از آن خارج شد. تعداد کمی پروازهای باربری و آزمایشی نیز پس از بازنشستگی آن انجام شد.

ترابری سوپرسونیک (به انگلیسی: Supersonic Transport) (به اختصار: SST) یا  ترابری ابَرصوتی، نوعی ترابری هوایی غیرنظامی سوپرسونیک (ابرصوتی) است که برای جابجایی با سرعتی بیشتر از سرعت صوت طراحی شده‌است.
تا به امروز تنها وسیله‌های نقلیه‌ سوپرسونیک (ابرصوتی) که خدمات منظم داشته‌اند، کنکورد و توپولف تو-۱۴۴ بوده‌اند. آخرین پرواز مسافری تو-۱۴۴ در ژوئن ۱۹۷۸ انجام شد و آخرین پرواز آن در سال ۱۹۹۹ توسط ناسا صورت گرفت. آخرین پرواز تجاری کنکورد نیز در اکتبر ۲۰۰۳ انجام شد، و ferry flight در ۲۶ نوامبر ۲۰۰۳ آخرین عملیات هوایی آن بود. پس از توقف دائمی پرواز کنکورد، هیچ وسیله‌های نقلیهٔ فراصوت دیگری در خدمات تجاری وجود نداشته‌است.
چندین شرکت، هرکدام یک جت تجاری سوپرسونیک را پیشنهاد کرده‌اند که ممکن است ترابری فراصوت را دوباره به پیش از توقف آن بازگرداند.
هواپیماهای سوپرسونیک مورد بررسی‌های گوناگون اخیر و مداوم در زمینه طراحی بوده‌اند. ایرادات و چالش‌های طراحی این دست از هواپیماها عبارتند از: تولید بیش از حد سر و صدا (در هنگام برخاستن هواپیما)، هزینه‌های بالای توسعه، مواد ساخت گران‌قیمت، مصرف سوخت بالا، آلایندگی بسیار بالا و افزایش هزینه برای هر صندلی نسبت به هواپیماهای معمولی. با وجود این چالش‌ها، شرکت کنکورد ادعا کرده بود که این نوع ترابری سودآور است.
در سال ۲۰۱۶، ناسا اعلام کرد که قراردادی را برای طراحی نمونه اولیه SST کم سر و صدا امضا کرده‌است. رهبری تیم طراحی را شرکت هوانوردی لاکهید مارتین بر عهده دارد.

## تاریخ
در طول دهه ۱۹۵۰ ترابری سوپرسونیک از نظر فنی امکان‌پذیر بود، اما مشخص نبود که آیا می‌تواند از نظر اقتصادی مقرون به صرفه باشد.

## در حال توسعه
میل به هواپیمای فراصوت نسل دوم در برخی از عناصر صنعت هوانوردی باقی مانده‌است  و از زمان بازنشستگی کنکورد نمونه‌های گوناگونی پدید آمده‌است.
نمونه‌های‌های در حال توسعه
- بوم اورچر
- اسپایک اس-۵۱۲